# Admiral Pitka
Admiral Pitka, egentlig ENS Admiral Pitka (A230), opkaldt efter den estiske admiral Johan Pitka. Skibet var den estiske flådes flagskib. Admiral Pitka var oprindeligt det danske fiskeriinspektionsskib Beskytteren, som efter dansk kommandostrygning blev doneret til Estlands flåde den 21. november 2000.
Inspektionsskibet Beskytteren, med pennantnummeret F340, var den første og eneste enhed i Beskytteren-klassen. Skibet blev bygget på Aalborg Værft (senere Danyard) til Søværnet. Kølen blev lagt den 11. december 1974 og skibet blev søsat den 29. maj 1975. Beskytteren indgik i flådens tal 27. februar 1976 og skulle supplere de fire inspektionsskibe af Hvidbjørnen-klassen fra 1960'erne, idet ændringen af fiskerigrænserne fra 12 til 200 sømil nødvendiggjorde en langt mere intensiveret fiskeriinspektion. Skibet blev den 29. maj 1977 adopteret af Holsteinsborg (Sisimiut) på Grønland.

Beskytterens første chef var kommandørkaptajn Jan Thorsen.

## Beskytterens valgsprog
Mens skibet var under dansk kommando som Inspektionsskibet Beskytteren havde det som valgsprog den latinske sætning Subveniamus et protegamus, hvilket oversat til dansk betyder Lad os hjælpe og beskytte.

## Aptering og maskineri
Skibet, som havde en besætning på 60 mand, var indrettet med 1-, 2- og 4-mandslukaf'er af en standard som indtil da var uset i det danske søværn, men dog stadig var langt fra normerne i de civile skibe.
Beskytteren havde tre B&W Alpha-dieselhovedmotorer og to Frichs-hjælpemotorer. De tre hovedmotorer trak via et gear på samme skrueaksel, der var udstyret med vendbar skrue. Endvidere trak gearet en aksel-generator, således at Beskytteren under forlægningssejlads kunne sejle uden brug af hjælpemotorer.
Beskytteren var det første skib i Søværnet, som var født med bovpropel og med ferskvandsgenerator (Omvendt osmoseanlæg).
Skibet medførte helikopter, fra starten en franskproduceret Alouette III, som senere afløstes af den britiske Westland Lynx. For at sikre en mere smidig landing med helikopteren når skibet var under sejlads var Beskytteren udstyret med stabilisatorer, som via hydraulik kunne påvirke skibet og derved reducere følgerne af bølgernes bevægelser.

## Skibets endeligt
I april 2013 meddelte den estiske flåde, at man af økonomiske årsager måtte lade Admiral Pitka gå tilbage til Danmark. Skibet havde ligget stille siden 2008, og planerne havde været at få skibet på havet igen, men dette var hermed skrinlagt. Skibet udgik af den estiske flådes tal den 13. juni 2013 og efter afslag fra Danmark om at få skibet leveret tilbage blev det i marts 2014 ophugget.

## Billedgalleri
- Wikimedia Commons har flere filer relateret til Admiral Pitka

- Beskytteren i Torshavn på Færøerne. Februar 1977.
- Beskytterens Alouette på skibets helikopterdæk under sejlads i grønlandske farvande. April 1977.
- Beskytteren i havnen ved Grønnedal. April 1977.
- Beskytteren i Narsarsuaq på Grønland. Alouette-helikopteren står på skibets helikopterdæk. Maj 1977.
- Beskytteren med helikopteren inde i hangaren, bemærk at to af helikopterens rotorblade er foldet bagud af hensyn til hangarens bredde. Maj 1977.
- Bamses Venner ombord på Beskytteren. Juni 1979.
- Alarmtavle i Beskytterens kontrolrum
- Lænsetavle i Beskytterens kontrolrum
- Admiral Pitka i Helsinki, 2007.